# Sylvan Ebanks-Blake
Sylvan Augustus Ebanks-Blake (1986. március 29. –) angol labdarúgó csatár. Klubja a Telford United.

## Pályafutása
Cambridgeben született. Az első junior klubja a Cambridge United volt. Annak ellenére, hogy a Liverpool FC-nek szurkolt, a Manchester United FC-be igazolt. A Crewe Alexandra ellen debütált az angol labdarúgó-ligakupában 2004. október 26-án. Egy év után rúgta első profi gólját Barnet ellen az Angol labdarúgó-ligakupában. A 2004-05-ös szezon végén eltört a lába. Amikor visszatért, mesterhármast rúgott a Manchester tartalékcsapatában. 2006 januárjában kölcsönadták a belga Royal Antwerpnek, ahol 9 meccsen 4 gólt rúgott.

### Plymouth Argyle
2006 nyarán tért vissza Angliába és a Plymouth Argylehoz igazolt, ahol három évre szóló szerződést írt alá 2006. július 14-én. A 2006–07-es szezonban 10 gólt, a 2007-08-as szezonban 13 gólt rúgott.

### Wolverhampton Wanderers
2008. január 11-én megvette a Wolverhampton Wanderers 1,5 millió font sterlingért, ahol négy és fél évre szóló szerződést írt alá. Az első nyolc meccsen 7 gólt rúgott, ezáltal megkapta a Championship Player of the Month címet 2008 márciusában. Ő lett a gólkirály a 2007-08-as szezonban 23 góllal.
2008-09-es szezonban is hasonlóan kezdett, mert 13 meccsen 9 gólt rúgott. Az első profi mesterhármasát Norwich City ellen rúgta 2009. február 3-án, ezáltal megszerezte 20. gólját.
Ő lett a Player of the Year a másodosztályban és ő rúgta a legszebb gólt. Jelenleg a másodosztály gólkirálya. Wolverhampton feljutott ebben a szezonban a Premier League-ba.

## Nemzetközi karrier
Az U21-es válogatottban egy barátságos mérkőzésen debütált a csehek ellen 2008. november 18-án.

## Statisztika
| Klub                    | Szezon  | Liga | Liga | FA Cup | FA Cup | Liga kupa | Liga kupa | Összesen | Összesen |
| Klub                    | Szezon  | Mérk | Gól  | Mérk   | Gól    | Mérk      | Gól       | Mérk     | Gól      |
| ----------------------- | ------- | ---- | ---- | ------ | ------ | --------- | --------- | -------- | -------- |
| Plymouth Argyle         | 2006–07 | 41   | 10   | 3      | 0      | 1         | 0         | 45       | 10       |
| Plymouth Argyle         | 2007–08 | 25   | 11   | 1      | 1      | 3         | 1         | 29       | 13       |
| Wolverhampton Wanderers | 2007-08 | 20   | 12   | 0      | 0      | 0         | 0         | 20       | 12       |
| Wolverhampton Wanderers | 2008-09 | 39   | 25   | 2      | 0      | 2         | 0         | 43       | 25       |
| Összesen                | Összes  | 125  | 58   | 6      | 1      | 6         | 1         | 137      | 60       |

## Külső hivatkozások
- Sylvan Ebanks-Blake pályafutásának statisztikái a Soccerbase oldalon (angolul)